# Acuerdo de Escazú

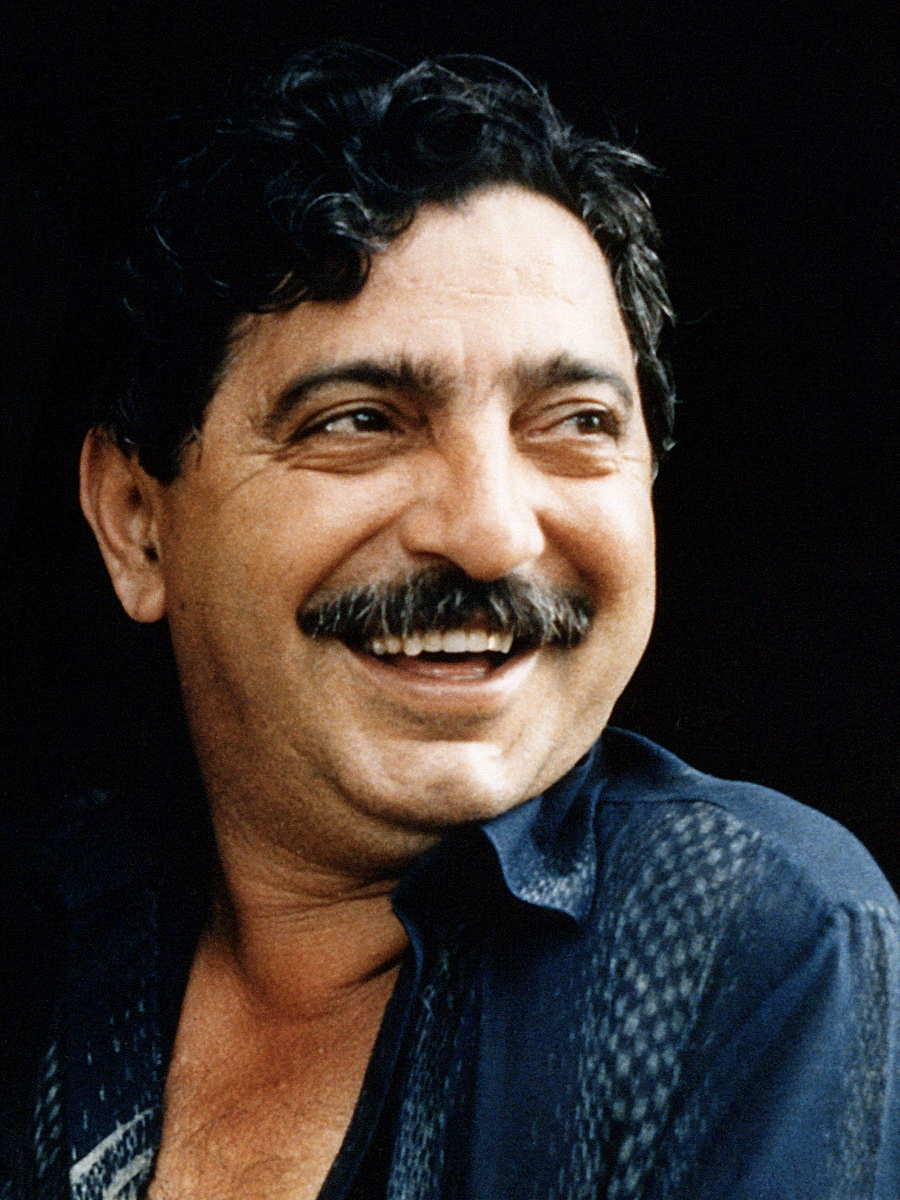
Chico Mendes en 1988 antes de su asesinato debido a su activismo ambiental en Brasil.

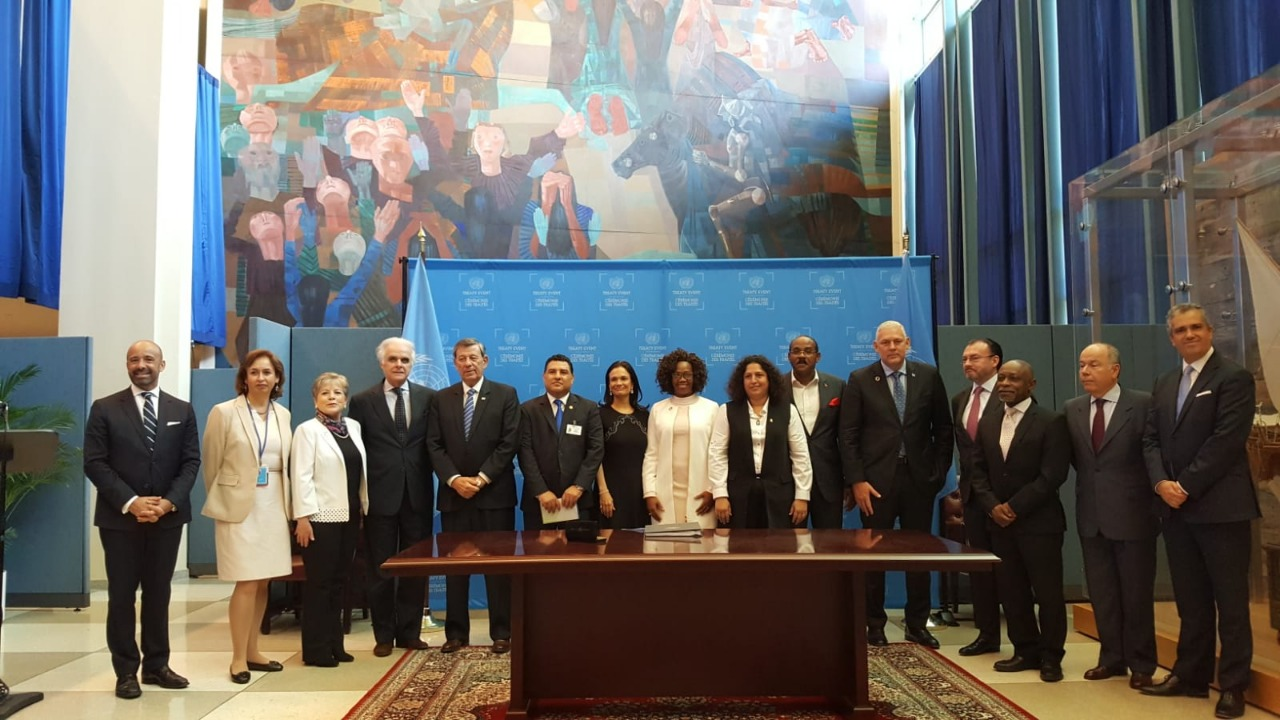
En el marco de la Asamblea General de las Naciones Unidas, el 27 de septiembre de 2018 se abrió a la firma el Acuerdo de Escazú.

El Acuerdo Regional sobre el Acceso a la Información, la Participación Pública y el Acceso a la Justicia en Asuntos Ambientales en América Latina y el Caribe, más conocido como Acuerdo de Escazú, es un tratado internacional firmado por 24 países y ratificado/adherido por 17 países de América Latina y el Caribe respecto a protocolos para la protección del medio ambiente. 
Este acuerdo fue el primero realizado por la Comisión Económica para América Latina y el Caribe (Cepal), una agencia de la Organización de las Naciones Unidas. El acuerdo fue firmado inicialmente por 14 países el 27 y 28 de septiembre de 2018 en el marco de la reunión anual de la Asamblea General de las Naciones Unidas, y posteriormente por otros 10 países más y está a la espera del proceso de ratificación respectivo por cada Estado firmante. Actualmente cuenta con quince Estados parte (Antigua y Barbuda, Argentina, Belice, Bolivia, Chile, Ecuador, Granada, Guyana, México, Nicaragua, Panamá, San Cristóbal y Nieves, San Vicente y las Granadinas, Santa Lucía y Uruguay).
El acuerdo se origina como resultado de la Conferencia de las Naciones Unidas sobre el Desarrollo Sostenible (Río+20), realizada en 2012, y la Decisión de Santiago adoptada en 2014 por 24 países. Desde ese momento se realizó un proceso de negociación entre los 24 países interesados, a través de una comisión copresidida por las delegaciones de Chile y Costa Rica. Tras cuatro años de negociaciones, el Acuerdo Regional fue adoptado el 4 de marzo de 2018 en la ciudad costarricense de Escazú.
Este acuerdo busca garantizar la implementación de los derechos de acceso a la información ambiental y la participación pública en procesos de toma de decisiones y al acceso a la justicia en el entorno ambiental, así como aplicar y fortalecer elementos relacionados con la protección de derechos a un desarrollo sostenible y a vivir en un medio ambiente sano. Sus disposiciones incluyen perspectiva de género, gobierno abierto y criterios de prioridad en su aplicación para personas en situación de vulnerabilidad. Además, tiene un apartado sobre la protección de defensores de los derechos humanos en temas ambientales.

## Antecedentes
La Declaración de Río sobre el Medio Ambiente y el Desarrollo, aprobada en la segunda Cumbre de la Tierra en Río de Janeiro en 1992, comprendió la proclamación de 27 principios fundamentales, entre ellos, el Principio 10:

Principio 10
El mejor modo de tratar las cuestiones ambientales es con la participación de todos los ciudadanos interesados, en el nivel que corresponda. En el plano nacional, toda persona deberá tener acceso adecuado a la información sobre el medio ambiente de que dispongan las autoridades públicas, incluida la información sobre los materiales y las actividades que encierran peligro en sus comunidades, así como la oportunidad de participar en los procesos de adopción de decisiones. Los Estados deberán facilitar y fomentar la sensibilización y la participación de la población poniendo la información a disposición de todos. Deberá proporcionarse acceso efectivo a los procedimientos judiciales y administrativos, entre éstos el resarcimiento de daños y los recursos pertinentes.
Declaración de Río sobre el Medio Ambiente y el Desarrollo, 1992

Veinte años más tarde, durante la Conferencia de Desarrollo Sostenible de Naciones Unidas (Río+20) llevada a cabo del 20 al 22 de junio de 2012 en Río de Janeiro, diez gobiernos de América Latina y el Caribe impulsaron la Declaración sobre la Aplicación del Principio 10 de la Declaración de Río. Estos diez países fueron Chile, Costa Rica, Jamaica, México, Panamá, Paraguay, Perú, República Dominicana y Uruguay. En esta declaración, los diez países afirmaron:

Es necesario alcanzar compromisos para la implementación cabal de los derechos de acceso a la información, participación y justicia ambientales, consagrados en el Principio 10 de la Declaración de Río de 1992. Por ello, manifestamos nuestra voluntad de iniciar un proceso que explore la viabilidad de contar con un instrumento regional que puede ir desde guías, talleres, buenas prácticas hasta un Convenio Regional abierto a todos los países de la Región y con la significativa participación de toda la ciudadanía interesada.
Declaración sobre la Aplicación del Principio 10 de la Declaración de Río, 2012

A partir de esa declaración, se inició el proceso de desarrollo del tratado que tuvo una fase preparatoria de 2012 a 2014, culminando en la Declaración de Santiago en Chile, y luego la negociación que se llevó a cabo de 2014 a 2018, culminando con el Acuerdo de Escazú en Costa Rica el 4 de marzo de 2018. A partir de ese momento, se inició el proceso de firma y ratificación del tratado, el cual estuvo abierto a la firma de los países de América Latina y el Caribe por un periodo de dos (2) años a partir del 27 de septiembre de 2018 y hasta el 26 de septiembre de 2020.

## Contenido
El objetivo principal del acuerdo es, según su Artículo 1:

Garantizar la implementación plena y efectiva en América Latina y el Caribe de los derechos de acceso a la información ambiental, participación pública en los procesos de toma de decisiones ambientales y acceso a la justicia en asuntos ambientales, así como la creación y el fortalecimiento de las capacidades y la cooperación, contribuyendo a la protección del derecho de cada persona, de las generaciones presentes y futuras, a vivir en un medio ambiente sano y al desarrollo sostenible.
Acuerdo de Escazú, Art. 1

Los artículos del acuerdo son los siguientes:

### Principios y conceptos claves
- Artículo 1. Objetivo

- Habla sobre la importancia de garantizar los derechos de acceso a la información ambiental, participación pública en los procesos de toma de decisiones ambientales y acceso a la justicia en asuntos ambientales.
- Artículo 2. Definiciones

- Establece los distintos conceptos utilizados en el documento para que el lector pueda comprender con facilidad de lo que se habla. Estos conceptos son: ‘Derechos de Acceso’, ‘Autoridad Competente’, ‘Información Ambiental’, ‘Público’ y ‘Personas o Grupos en Situación de Vulnerabilidad’.
- Artículo 3. Principios

- Los principios que son implementados de dicho Acuerdo, son: ‘Principio de Igualdad y Principio de No Discriminación’, ‘Principio de Transparencia y Principio de Rendición de Cuentas’, ‘Principio de No Regresión y Principio de Progresividad’, ‘Principio de Buena Fe’, ‘Principio Preventivo’, ‘Principio Precautorio’, ‘Principio de Equidad Intergeneracional’, ‘Principio de Máxima Publicidad’, ‘Principio de Soberanía Permanente de los Estados sobre sus Recursos Naturales’, ‘Principio de Igualdad Soberana de los Estados’, y el ‘Principio Pro Persona’.
- Artículo 4. Disposiciones generales

- Determina las diversas disposiciones de las cuales cada Parte del Acuerdo está obligado a seguir y cumplir. Estas varían desde garantizar el derecho a vivir en un medio ambiente sano y adoptar las medidas necesarias para el cumplimiento del Acuerdo, hasta la posibilidad de promover el contenido de este mismo en foros internacionales cuando se vinculen con la temática de medio ambiente.

### Acuerdos
- Artículo 5. Acceso a la información ambiental

- Establece la importancia de facilitar el acceso a la información ambiental a todo el público, incluyendo a personas o grupos en situación de vulnerabilidad. Asimismo, se aclaran los medios por los que se brindará este acceso de información ambiental, al igual que las situaciones en las que se podrá denegar esta.
- Artículo 6. Generación y divulgación de información ambiental

- Especifica las distintas maneras en las que cada Parte del Acuerdo deberá difundir la información generada y/o recopilada, procurando que esta sea reutilizable y disponible en formatos accesibles. De misma manera, se determina un plazo de cinco años máximo en la que cada Parte deberá realizar un informe nacional sobre el estado del medio ambiente.
- Artículo 7. Participación pública en los procesos de toma de decisiones ambientales

- Implica la importancia de la participación ciudadana en los procesos de toma de decisiones de cuestiones ambientales, y describe los medios por los cuales se garantiza esto.
- Artículo 8. Acceso a la justicia en asuntos ambientales

- Establece la garantía de cada Parte del Acuerdo de proporcionar el acceso a los ciudadanos a medios de justicia en asuntos ambientales mediante los mecanismos de apoyo, al igual que asistencia técnica y jurídica gratuita.
- Artículo 9. Defensores de los derechos humanos en asuntos ambientales

- Denota la garantía de las Partes de propiciar un entorno seguro a personas, grupos y organizaciones que promueven y defienden los derechos humanos en asuntos ambientales, para que estos puedan actuar sin amenazas, restricciones e inseguridad.

### Disposiciones
- Artículo 10. Fortalecimiento de capacidades

- Cada parte se compromete a crear y fortalecer sus capacidades nacionales para poder implementar las disposiciones del Acuerdo.
- Artículo 11. Cooperación

- Establece la cooperación de las partes para fortalecer sus capacidades nacionales con el fin de implementar el Acuerdo de manera efectiva, y además determina que estos deben alentar las alianzas con organizaciones y Estados de otras regiones.
- Artículo 12. Centro de intercambio de información

- Las partes contarán con un centro de intercambio de información virtual y de acceso universal sobre los derechos de acceso.
- Artículo 13. Implementación nacional

- Denota el compromiso de cada Parte de facilitar medios de implementación para cumplir las obligaciones derivadas del Acuerdo.
- Artículo 14. Fondo de Contribuciones Voluntarias

- Establece un Fondo de Contribuciones Voluntarias para apoyar el financiamiento de la implementación del Acuerdo, en el cual cada Parte podrá realizar contribuciones voluntarias.
- Artículo 15. Conferencia de las Partes

- Establece una Conferencia de las Partes en la cual se celebrarán reuniones ordinarias a intervalos regulares que decida esta, con el propósito de examinar y fomentar la aplicación y efectividad del Acuerdo.
- Artículo 16. Derecho a voto

- Cada Parte del Acuerdo dispondrá de un voto.
- Artículo 17. Secretaría

- El Secretario Ejecutivo de la Comisión Económica para América Latina y el Caribe ejercerá las funciones de secretaría del Acuerdo. Entre sus funciones se encuentran convocar reuniones de las Conferencias de las Partes y prestar asistencia a las Partes cuando lo soliciten.
- Artículo 18. Comité de Apoyo a la Aplicación y el Cumplimiento

- Establece un Comité de Apoyo a la Aplicación para promover la aplicación y apoyar a las Partes en la implementación del Acuerdo. Este comité es de carácter consultivo, transparente, no contencioso, no judicial y no punitivo.
- Artículo 19. Solución de controversias

- Las acciones que las Partes pudieran tomar en el caso de surgir una controversia para llegar a una resolución podrían ser la negociación entre Partes, el sometimiento de la controversia a la Corte Internacional de Justicia, o el arbitraje que la Conferencia de las Partes establezca.
- Artículo 20. Enmiendas

- Cualquier Parte puede proponer enmiendas al Acuerdo, siendo estas adoptadas por consenso sometido a votación, y requiriendo una mayoría de tres cuartos de las Partes votantes en la reunión para ser adoptada.
- Artículo 21. Firma, ratificación, aceptación, aprobación y adhesión

- El Acuerdo está abierto a la firma y adhesión de todos los países de América Latina y el Caribe.
- Artículo 22. Entrada en vigor

- Establece la entrada en vigor del Acuerdo, siendo noventa días a partir de la fecha en que haya sido depositado el onceavo instrumento de ratificación, aceptación, aprobación o adhesión. Asimismo, se explica que para cada Estado que ratifique, acepte o apruebe el Acuerdo después de este plazo, tendrá que pasar el mismo plazo de noventa días para que entre en vigor para este.
- Artículo 23. Reservas

- No se pueden formular reservas al Acuerdo.
- Artículo 24. Denuncia

- Después de un plazo de tres años desde la entrada en vigor del Acuerdo, las Partes podrán hacer una denuncia del Acuerdo al Depositario, la cual cobrará efecto después de un año al cabo de un año de la fecha de denuncia.
- Artículo 25. Depositario

- Determina que el Secretario General de las Naciones Unidas es el Depositario del Acuerdo.
- Artículo 26. Textos auténticos

- La copia original del Acuerdo, cuyos textos son en los idiomas de español e inglés, estará depositado bajo el poder del Secretario General de las Naciones Unidas.

## Proceso

### Origen y negociación

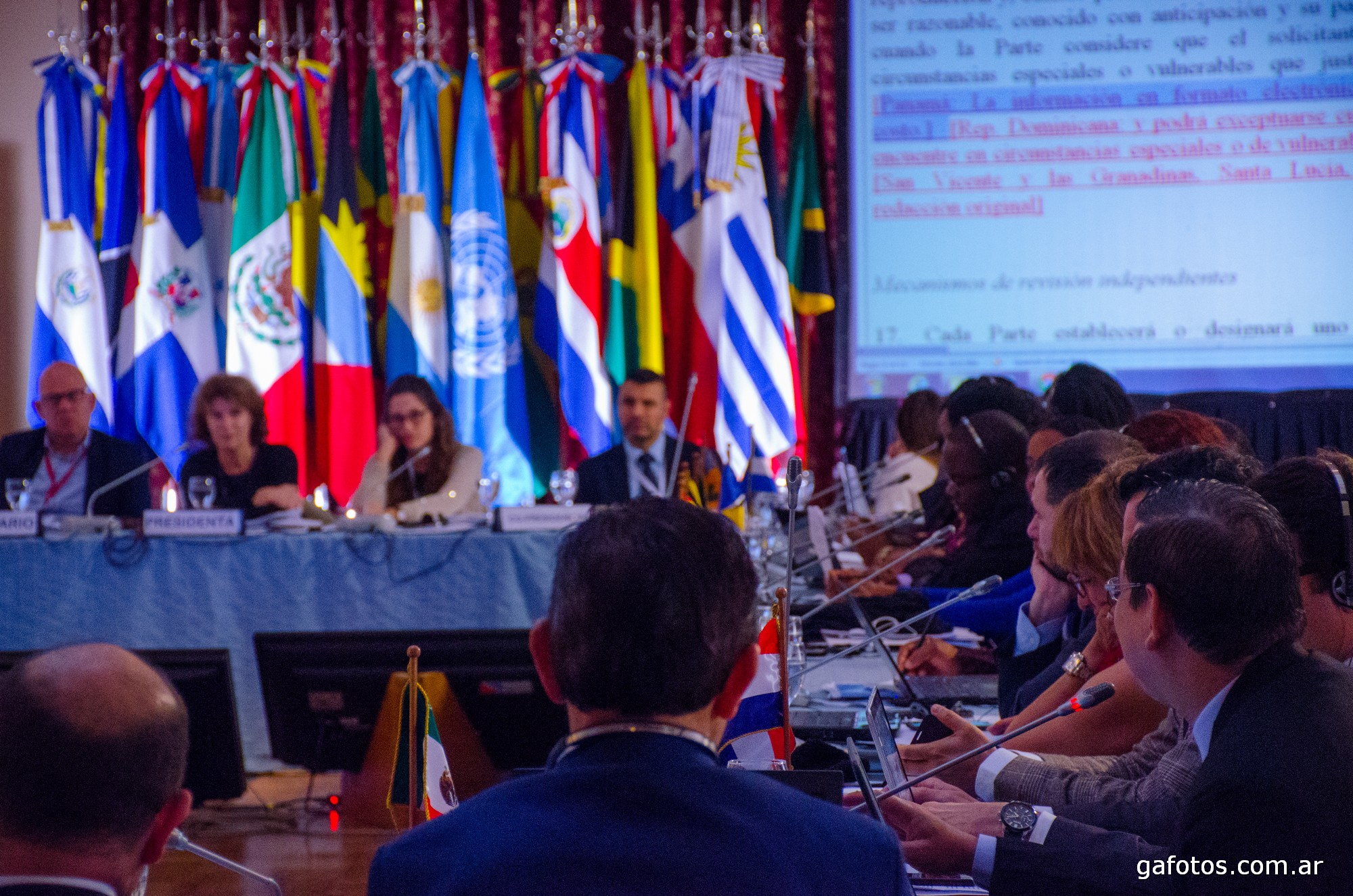
VII reunión del comité negociador del acuerdo, realizada en Buenos Aires, Argentina, entre el 31 de julio y el 4 de agosto de 2017.

La fase preparatoria del acuerdo duró dos años. Empezó el 22 de junio de 2012 durante la Conferencia de Desarrollo Sostenible de Naciones Unidas (Río+20) y terminó con la Decisión de Santiago el 10 de noviembre de 2014. Es el único acuerdo vinculante originado de la Río+20, el primer acuerdo regional ambiental de América Latina y el Caribe, y el primero en el mundo en adoptar disposiciones específicas sobre defensores de derechos humanos en asuntos ambientales.
Luego de la Decisión de Santiago, se conformó una Mesa Directiva con dos países copresidentes y otros cinco como miembros. Se conformó un Comité de Negociación en donde participó la Mesa Directiva y seis miembros del público, para dialogar con la mesa. La primera Mesa Directiva estuvo conformada por los siguientes siete países:
- Chile y Costa Rica, en su calidad de copresidentes de la Mesa Directiva, y
- Argentina, México, Perú, San Vicente y las Granadinas, y Trinidad y Tobago, en su calidad de miembros de la Mesa Directiva.

También formaron parte de las negociaciones diferentes sectores de la ciudadanía amplia y diversa: representantes del público asistente, organizaciones de la sociedad civil y expertos académicos.
Veinticuatro de los 33 países miembros de la Comisión Económica para América Latina y el Caribe (Cepal) participaron en el proceso final de negociación del acuerdo en la ciudad costarricense de Escazú, que terminó con la celebración de éste el 4 de marzo de 2018.

### Firma
El día 27 de septiembre de 2018 se inició el proceso de firma de cada uno de los países suscriptores del acuerdo, durante la celebración de la Asamblea General de las Naciones Unidas en Nueva York, Estados Unidos. 14 países inicialmente suscribieron el convenio: 12 en la ceremonia inicial y 2 más (Haití y República Dominicana) durante la tarde del mismo día.
Al año y día siguiente, el 28 de septiembre de 2019 firmó Paraguay. En julio de 2019 firmó San Vicente y las Granadinas. El 24 y 26 de septiembre Belice y Dominica firmaron el tratado.
El plazo para firmar el documento terminó el 26 de septiembre de 2020. De los 33 países de América Latina y el Caribe considerados en el acuerdo, 24 países lo firmaron. Aquellos países que han firmado antes de ese plazo podrán proceder a ratificarlo en cualquier momento. Aquellos que no lo hayan firmado, ya no podrán ser países firmantes. No obstante, pueden ser Parte del tratado mediante el proceso de adhesión, proceso de paso único equivalente a la ratificación.

### Ratificación
Una vez firmado el acuerdo en las Naciones Unidas, los Estados pueden aprobar, ratificar o aceptar el acuerdo.
El 18 de abril de 2019, tuvo lugar la primera ratificación del Acuerdo por parte de Guyana. Unos meses después, el 26 y 27 de septiembre ratificaron cinco países más: Bolivia, Jamaica, San Cristóbal y Nieves, San Vicente y las Granadinas y Uruguay.
El 4, 9 y 10 de marzo de 2020 ratificaron Antigua y Barbuda, Nicaragua y Panamá, respectivamente. Ecuador depositó su instrumento de ratificación el 21 de mayo del mismo año. El 24 de septiembre Argentina ratificó el tratado de manera unánime. El 5 de noviembre el Senado mexicano aprobó también por unanimidad la ratificación del acuerdo.
El 31 de mayo de 2022 el senado de Chile ratificó el acuerdo, con 31 votos a favor, 1 en contra y 11 abstenciones.

### Vigencia
El tratado estipuló que su entrada en vigencia ocurriría 90 días después de que se depositen al menos 11 ratificaciones en la Secretaría General de las Naciones Unidas. Tras cumplirse dicha condición, el tratado entró en vigencia el 22 de abril de 2021.

## Países involucrados

Mapa con los países participantes y eventuales firmantes (actualizado a abril de 2021):
Países que han ratificado el Acuerdo.
Países firmantes del Acuerdo.
Países que podrían sumarse al Acuerdo.

A la fecha el acuerdo fue ratificado por 17 países (Antigua y Barbuda, Argentina, Belice, Bolivia, Chile, Colombia, Dominica, Ecuador, Granada, Guyana, México, Nicaragua, Panamá, San Cristóbal y Nieves, San Vicente y las Granadinas, Santa Lucía, y Uruguay); asimismo, son 9 los países firmantes cuya ratificación/adhesión está pendiente (Brasil, Costa Rica, Guatemala, Haití, Jamaica, Paraguay, Perú y República Dominicana).
| País                         | Situación             | Firma                    | Ratificación/Adhesión                                                          | Ref.                 |
| ---------------------------- | --------------------- | ------------------------ | ------------------------------------------------------------------------------ | -------------------- |
| Antigua y Barbuda            | Negociador y firmante | 27 de septiembre de 2018 | 4 de marzo de 2020                                                             | [ 28 ] [ 29 ]        |
| Argentina                    | Negociador y firmante | 27 de septiembre de 2018 | 24 de septiembre de 2020                                                       | [ 4 ] [ 28 ]         |
| Bahamas                      | Adherente             |                          | 5 de junio de 2025                                                             | [ 30 ]               |
| Barbados                     | No participante       |                          |                                                                                |                      |
| Belice                       | Firmante              | 24 de septiembre de 2020 | 7 de marzo de 2020                                                             | [ 3 ]                |
| Bolivia                      | Negociador y firmante | 2 de noviembre de 2018   | 26 de septiembre de 2019                                                       | [ 3 ]                |
| Brasil                       | Negociador y firmante | 27 de septiembre de 2018 |                                                                                | [ 28 ]               |
| Chile                        | Negociador y firmante | 18 de marzo de 2022      | 31 de mayo de 2022                                                             | [ 24 ] [ 31 ]        |
| Colombia                     | Negociador y firmante | 11 de diciembre de 2019  | 10 de octubre de 2022 (aprobado por la Corte Constitucional en agosto de 2024) | [ 32 ] [ 33 ] [ 34 ] |
| Costa Rica                   | Negociador y firmante | 27 de septiembre de 2018 |                                                                                | [ 28 ]               |
| Cuba                         | No participante       |                          |                                                                                |                      |
| Dominica                     | Negociador y firmante | 26 de septiembre de 2020 | 22 de abril de 2024                                                            | [ 27 ]               |
| Ecuador                      | Negociador y firmante | 27 de septiembre de 2018 | 21 de mayo de 2020                                                             | [ 28 ] [ 35 ]        |
| El Salvador                  | Negociador            |                          |                                                                                |                      |
| Granada                      | Negociador y firmante | 26 de septiembre de 2019 | 20 de marzo de 2023                                                            |                      |
| Guatemala                    | Negociador y firmante | 27 de septiembre de 2018 |                                                                                | [ 28 ]               |
| Guyana                       | Firmante              | 27 de septiembre de 2018 | 18 de abril de 2019                                                            | [ 28 ]               |
| Haití                        | Firmante              | 27 de septiembre de 2018 |                                                                                | [ 28 ]               |
| Honduras                     | Negociador            |                          |                                                                                |                      |
| Jamaica                      | Negociador y firmante | 26 de septiembre de 2019 |                                                                                | [ 36 ] [ 37 ]        |
| México                       | Negociador y firmante | 27 de septiembre de 2018 | 5 de noviembre de 2020                                                         | [ 22 ] [ 28 ]        |
| Nicaragua                    | Firmante              | 27 de septiembre de 2019 | 9 de marzo de 2020                                                             | [ 29 ]               |
| Panamá                       | Negociador y firmante | 27 de septiembre de 2018 | 10 de marzo de 2020                                                            | [ 28 ] [ 29 ]        |
| Paraguay                     | Negociador y firmante | 28 de septiembre de 2018 |                                                                                | [ 28 ]               |
| Perú                         | Negociador y firmante | 27 de septiembre de 2018 |                                                                                | [ 38 ]               |
| República Dominicana         | Negociador y firmante | 27 de septiembre de 2018 |                                                                                | [ 28 ]               |
| San Cristóbal y Nieves       | Negociador y firmante | 26 de septiembre de 2019 | 26 de septiembre de 2019                                                       | [ 36 ] [ 39 ]        |
| San Vicente y las Granadinas | Negociador y firmante | 12 de julio de 2019      | 26 de septiembre de 2019                                                       | [ 36 ]               |
| Santa Lucía                  | Negociador y firmante | 27 de septiembre de 2018 | 1 de diciembre de 2020                                                         | [ 28 ]               |
| Surinam                      | No participante       |                          |                                                                                |                      |
| Trinidad y Tobago            | Negociador            |                          |                                                                                |                      |
| Uruguay                      | Negociador y firmante | 27 de septiembre de 2018 | 27 de septiembre de 2019                                                       | [ 28 ] [ 21 ]        |
| Venezuela                    | No participante       |                          |                                                                                |                      |

## Procesos en cada país

### Argentina
Argentina ha reconocido el derecho al ambiente sano, equilibrado, apto para el desarrollo humano para todos sus habitantes (artículo 41), en su Constitución Nacional a través de la reforma de 1994. Allí también estableció la forma en que se organizaría la regulación ambiental de acuerdo con el Sistema Federal: la nación dictaba las normas de presupuestos mínimos de protección y las provincias las normas necesarias para complementarlas, sin alterar las jurisdicciones provinciales.
A partir de ese momento se sancionaron distintas normas que fueron regulando aspectos de la gestión ambiental e integraron los derechos de acceso a la información pública, la participación ciudadana y el acceso a la justicia en asuntos ambientales en consonancia con el Principio 10 de la Declaración de Río. La Ley General del Ambiente (LGA) N.º 25.675 de 2002 integra la información ambiental (artículos 16-18) como instrumento de gestión y política ambiental, regula la participación ciudadana (artículos 19- 21) y aporta elementos centrales del acceso a la justicia ambiental (artículos 30-33). Asimismo, la Ley de Acceso a la Información Pública Ambiental (LAIPA), Ley N.º 25.831 de 2002 regula específicamente los distintos aspectos del derecho de acceso a la información pública ambiental.
En la Argentina –al igual que en otros países de la región– la movilización social en contra de proyectos de explotación intensiva de recursos naturales como las actividades mineras o hidrocarburíferas, la deforestación producto de la expansión indiscriminada de la frontera agropecuaria y las obras de infraestructura de gran envergadura, aumentó. La oposición social se vincula no solo con los problemas en la implementación de los derechos de acceso sino con la necesidad de discutir el modelo de desarrollo preponderante que pone en riesgo las formas de vida de grupos sociales y comunidades. Para Orellana (2014), estos conflictos amenazan la gobernabilidad democrática y la estabilidad social.
La República Argentina se convirtió en el décimo país en ratificar el Acuerdo de Escazú mediante la Ley 27.566 publicada en el Boletín Oficial el 19 de octubre de 2020. La ratificación del tratado fue aprobada por abrumadora mayoría de la Cámara de Diputados con 240 votos a favor, 4 en contra y dos abstenciones. El Senado de la República lo aprobó por unanimidad.
El acuerdo de Escazú se logró en un momento clave, ya que tiene como prioridad hacer frente a la emergencia sanitaria, así como las consecuencias derivadas tanto económicas como sociales. La crisis climática dio un golpe en Argentina de manera directa después de los incendios propagados por parte del territorio nacional es por esto que es de suma importancia que Argentina haya ratificado el tratado para de esta manera poder ayudar y proteger a las personas y poblaciones que se encuentren en un estado de vulnerabilidad.
El Acuerdo tiene como propósito, garantizar el acceso a la información pública, el acceso a la Justicia y promover participación comunitaria en asuntos ambientales. En la Argentina disponen normativas sobre el acceso a la información en asuntos ambientales que incluye la Ley General Ambiental del Ambiente, la Ley de Régimen de Libre Acceso a la Información Pública Ambiental y el Decreto 1172/03 sobre Acceso a la Información Pública .

### Chile
La República de Chile fue, desde el primer gobierno del presidente Sebastián Piñera, uno de los Estados más involucrados durante el proceso de redacción y negociación de este acuerdo, el cual se inició en Santiago durante el año 2014. La delegación chilena fue, junto a Costa Rica, copresidenta de la mesa directiva que lideró el proceso de negociación (compuesta también por las delegaciones de Argentina, México, Perú, San Vicente y las Granadinas y Trinidad y Tobago).
Sin embargo, el segundo gobierno de Sebastián Piñera decidió no participar de la firma inicial del Acuerdo. Carolina Schmidt, ministra del Medio Ambiente, anunció un par de días previo a la ceremonia que el país pospondría su firma debido a una resolución del Ministerio de Relaciones Exteriores de dicho país. En su discurso ante la Asamblea General de la ONU, realizada en conjunto con la firma, Piñera fue enfático en destacar el compromiso de su gobierno con la protección ambiental presente y futura, haciendo incomprensible para diversos organismos nacionales e internacionales su decisión de no firmar el acuerdo, con respecto al cual tampoco realizó una mención, pese a representar a un país que lideró su promoción en América Latina en años previos.

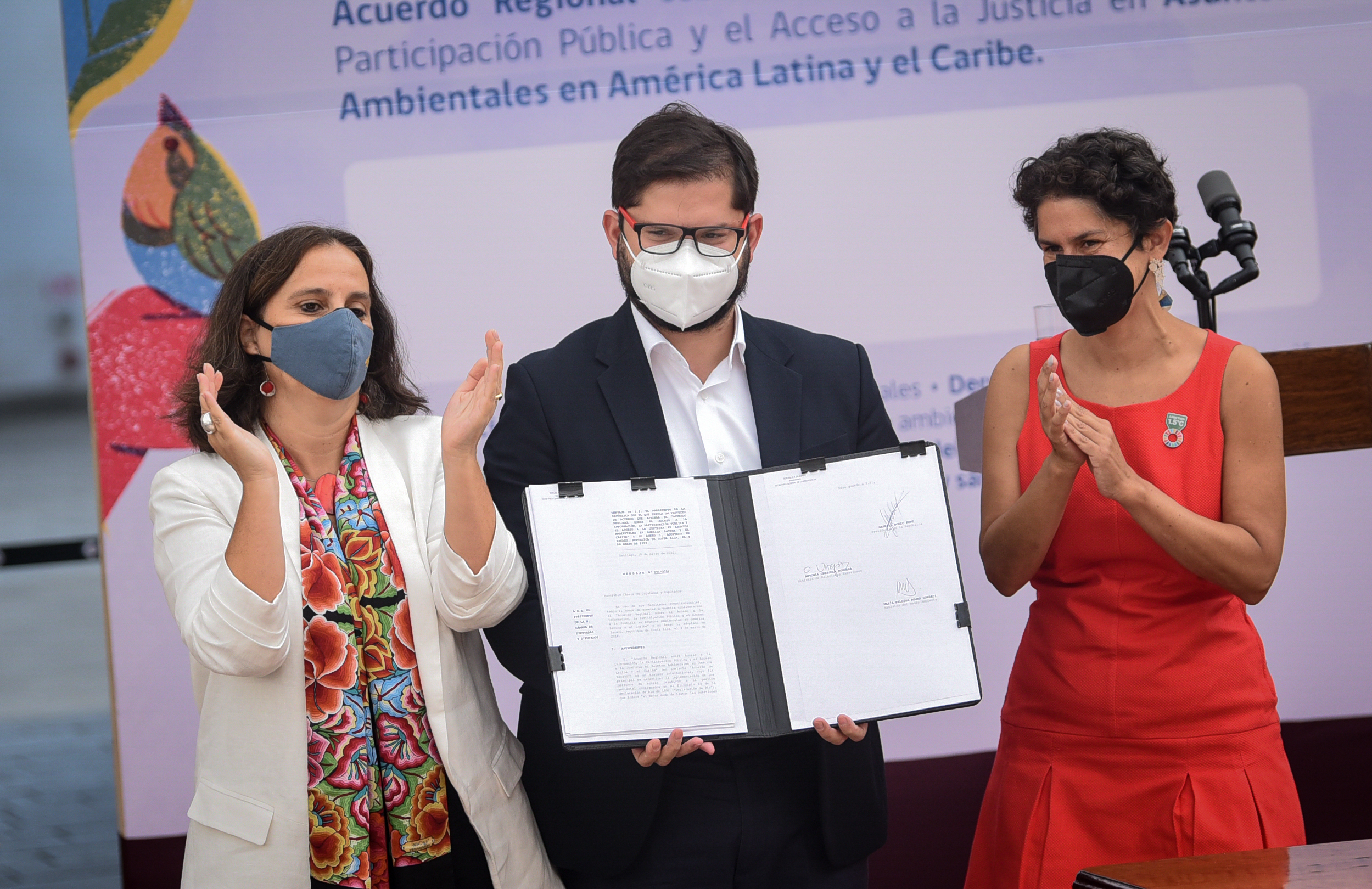
Firma del acuerdo por el presidente de Chile Gabriel Boric y las ministras de Relaciones Exteriores, Antonia Urrejola, y de Medio Ambiente, Maisa Rojas.

La postergación de la firma fue rechazada por parlamentarios y personas involucradas en las negociaciones que llevaron a la firma del acuerdo. De acuerdo a medios de prensa, la postergación tendría como fin revisar con mayor detenimiento la posibilidad de que se presenten demandas ante la Corte Internacional de Justicia en el marco del Pacto de Bogotá. Este hecho se dio pocos días antes de que la misma corte anunciara el fallo de la demanda presentada por Bolivia contra Chile respecto a la negociación de una salida al mar.
El 22 de septiembre de 2020, medios de prensa de Chile dieron cuenta de la decisión del gobierno de Sebastián Piñera de no firmar el tratado. No obstante, varias expertas en derecho internacional y ambiental manifestaron que el Acuerdo de Escazú no pone en riesgo la soberanía del país. El 13 de octubre de 2020, el Senado de la República aprobó dos proyectos de acuerdo instando al presidente a aprobar el Acuerdo de Escazú.
El 18 de marzo de 2022, el presidente Gabriel Boric firmó el acuerdo, siendo su primer proyecto de ley enviado al Congreso de Chile desde el inicio de su gobierno una semana antes. El 31 de mayo de 2022, el Senado chileno aprobó con 31 votos a favor, 3 en contra y 11 abstenciones el Acuerdo Regional sobre el Acceso a la Información, la Participación Pública y el Acceso a la Justicia en Asuntos Ambientales en América Latina y el Caribe, incluyendo una “declaración interpretativa” que había sido propuesta en el trámite legislativo anterior, que apunta a la aplicación del acuerdo con relación al derecho interno; reconoce los avances del país en materia de acceso a la información, participación y acceso a la justicia ambiental, entre otros.

### Colombia
El 11 de diciembre del 2019 el representante permanente de Colombia ante Naciones Unidas, el embajador Guillermo Fernández de Soto, suscribió el Acuerdo Regional sobre el Acceso a la Información, la Participación Pública y el Acceso a la Justicia en Asuntos Ambientales en América Latina y el Caribe en la sede de las Naciones Unidas.
El embajador Fernández de Soto señaló que la firma de este instrumento marca un hito histórico para el cumplimiento de Colombia de los objetivos de Desarrollo Sostenible de Naciones Unidas.

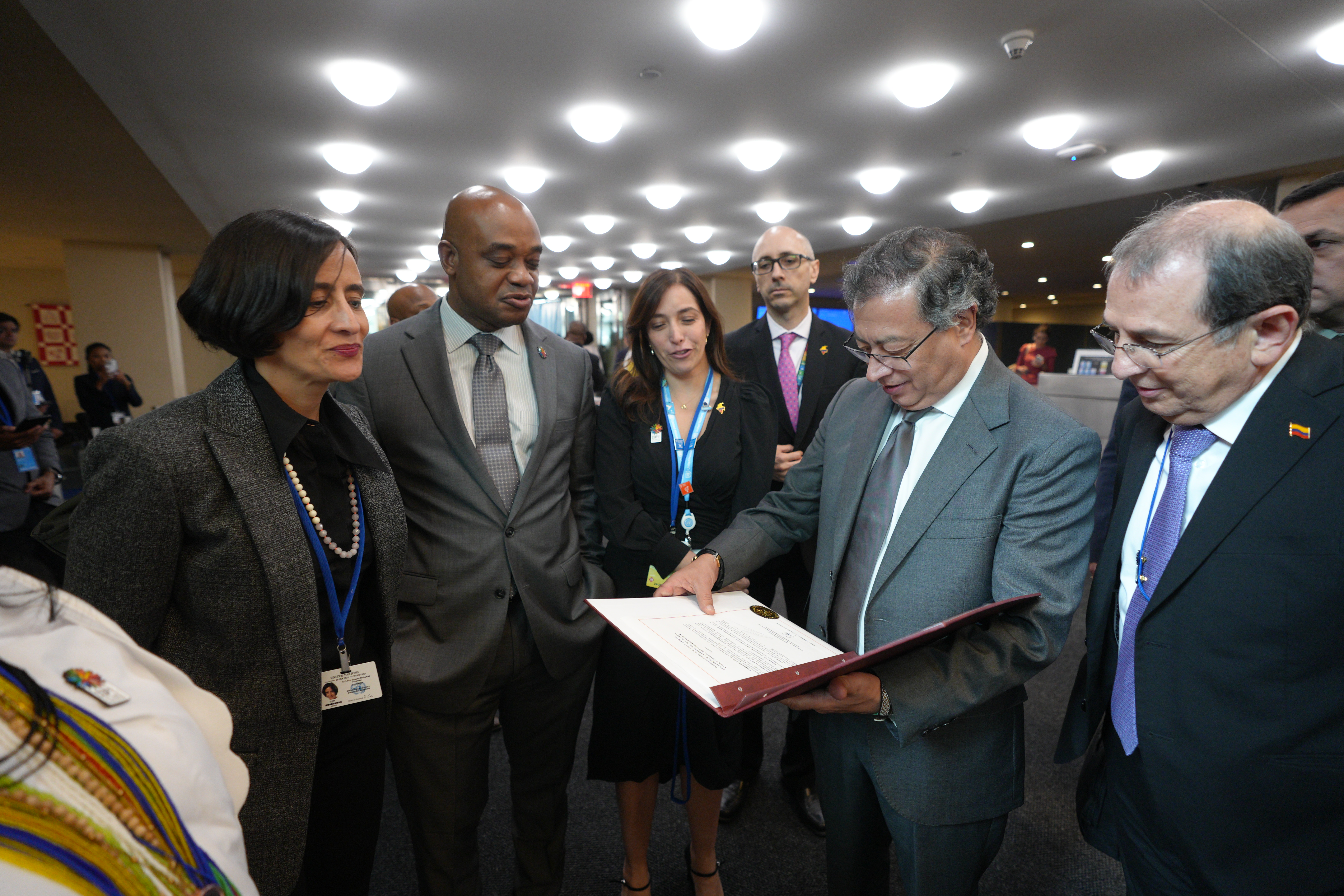
El Presidente Gustavo Petro en la ONU junto a la Ministra de Desarrollo Sostenible, Susana Muhamad y el Ministro de Exteriores, Gilberto Murillo en la ratificación del acuerdo.

En julio del 2020, el gobierno colombiano presentó al Congreso el proyecto de ley para aprobar el Acuerdo de Escazú. Este acuerdo desarrolla el Principio 20 de la Declaración de Río sobre el Medio Ambiente y el Desarrollo, suscrita por Colombia en la Cumbre de la Tierra de 1992, declaración que ha marcado el camino de la política ambiental en Colombia.
Actualmente, el Acuerdo de Escazú se encuentra en aprobación para su posterior ratificación, lo cual complementará mecanismos e iniciativas en la normativa y en las políticas públicas en materia de acceso de información y a la participación.
El acuerdo de Escazú es un convenio Internacional de corte ambiental al cual Colombia decidió apostar hace un año. Este Acuerdo fortalece la gobernanza local, estableciendo estándares para la protección de los defensores y defensoras en materia ambiental. Esta ratificación tiene una especial importancia porque busca garantizar la protección de la vida de los y las líderes ambientales, uno de los principales retos del país en los últimos años.
El 4 de noviembre del 2020 con el direccionamiento del senador Juan Diego Gómez Jiménez, se desarrolló la sesión conjunta de Cámara y Senado, en la cual se pretendía presentar tanto la ponencia negativa como la ponencia positiva del PL 057 Senado “por medio de la cual se aprueba el Acuerdo Regional sobre el Acceso a la Información, la Participación Pública y el Acceso a la Justicia en Asuntos Ambientales en América Latina y el Caribe; adoptado en Escazú, Costa Rica”.
Tras 4 horas de sesión, dentro de la discusión sobre la iniciativa se presentaron varios argumentos por parte de los integrantes de esta célula legislativa, así como del Gobierno Nacional; lo que llevó a aplazar la discusión del proyecto hasta que se llevarán a cabo varias audiencias que permitan socializar con la comunidad la ratificación del Acuerdo, la Comisión Segunda Conjunta acordó que se apoyaría la propuesta planteada por el presidente, senador Juan Diego Gómez quien invitó a llevar a cabo dos foros regionales para dar curso al debate sobre el Proyecto de Ley que busca ratificar el Acuerdo de Escazú.
El Estado como ejecutor de las políticas internacionales, muestra dos caras. Por un lado, las áreas protegidas logran legitimar las instituciones en el territorio por medio del diálogo con comunidades, por otro, carece de legitimidad territorial al no lograr garantizar la seguridad de los y las líderes, sociales y de su propio personal. En este sentido, Colombia se ubica como el segundo país del mundo donde se registran mayor número de asesinatos a los y las líderes ambientales.
Actualmente, la realidad territorial de Colombia y sus relaciones de poder entre diferentes actores, continúa comprendiendo desde políticas poco coherentes. El Estado como actor central, envía mensajes contradictorios: mientras que las instituciones ambientales, buscan generar acuerdos con las comunidades desde un acercamiento inclusivo y democrático Otras instituciones implementadoras de políticas de erradicación forzada, restitución de tierras y políticas de defensa, contradicen esta relación de confianza, lo que genera dificultades para cumplir con la agenda 2030 de desarrollo sostenible.
A inicios del 2000, la Comisión Económica para América Latina y el Caribe alertó sobre los obstáculos que ambas regiones enfrentaban para alcanzar una gestión integrada del agua. Entre estos, los principales son la carencia de sistemas de articulación, la participación de las poblaciones y a falta de transparencia pública. No fue hasta 2010, con la política hídrica nacional, y en 2012, con la creación de los Consejos de Cuenca, que Colombia expresó un plan para resolver los obstáculos expuestos por la Comisión Económica para América Latina y el Caribe (Cepal). Precisamente estas estrategias se crearon bajo el reciente concepto de gobernanza del agua.
Además de los obstáculos de la Comisión Económica para América Latina y el Caribe (Cepal), debe considerarse también la alta contaminación del agua colombiana, en especial en las ciudades principales: Bogotá, Cartagena, Barranquilla, Bucaramanga, Cali y Medellín. “ … estudios nacionales sobre recursos hídricos señalan que aproximadamente el 50 % del agua en Colombia es de mala calidad...”
El 26 de julio de 2022, el Senado de Colombia en su segundo debate aprueba por parte de ésta cámara legislativa la ratificación de los acuerdos con una votación histórica, 73 votos a favor y 23 en contra. Ahora este proyecto legislativo pasa a la Cámara de Representantes de Colombia, la cual si vota de manera positiva esta propuesta en su mayoría, será firmado luego por el Presidente dándole vía libre para su implementación en la política ambiental de la nación.
El 8 de octubre de 2022 la Cámara de Representantes de Colombia en su último debate ratificó el acuerdo para ser ley de la República con una votación de 119 votos a favor y 1 en contra. En agosto de 2024, la Corte Constitucional declaró la constitucionalidad de la ley que ratifica el Acuerdo de Escazú, haciendo oficial la adhesión del país al tratado.

### Costa Rica
Costa Rica se negó a ratificar el acuerdo tras la llegada al poder de Rodrigo Chaves Robles en 2022.

### Ecuador
El 21 de mayo de 2020, el Ecuador se convirtió en el noveno país en ratificar el Acuerdo de Escazú. Con 92 votos a favor, la Asamblea Nacional de Ecuador ratificó por unanimidad el Acuerdo el 5 de febrero de 2020. Con anterioridad, la Corte Constitucional estimó que el Acuerdo de Escazú era constitucional.

### México
El gobierno de México firmó el acuerdo el 27 de septiembre de 2018, este representado por el canciller Luis Videgaray Caso, lo cual llevó a la vinculación de México con el tratado. El 24 de octubre de ese mismo año, se remitió el texto ante el Poder Ejecutivo para analizar y discutir su aprobación y ratificación. Dicho análisis se llevó a cabo el 29 de noviembre del 2018 en el Senado de la República.
Durante varios meses se debatió la posibilidad de ratificar el acuerdo, pues este constituye un gran desafío para México.. Lo anterior debido a que implica una correcta modificación y compatibilidad del ordenamiento normativo mexicano con las estipulaciones de este acuerdo internacional. Corresponde al Senado de la República aprobar el acuerdo.
El día 4 de noviembre de 2020 se llevó a cabo una reunión de Trabajo de las Comisiones Unidas de Relaciones Exteriores: América Latina y el Caribe; y de Medio Ambiente, Recursos Naturales y Cambio Climático. En esta se dictaminó después de una discusión y votación, la aprobación del acuerdo, por decisión unánime. El Pleno del Senado de México aprobó por unanimidad, con 66 votos a favor, ninguna abstención y ningún voto en contra. Dicho decreto fue publicado el 5 de noviembre de 2020 en la Gaceta del Senado. Con esto México se convierte en el decimoprimer país en ratificar, por lo que da lugar a la entrada en vigor del mismo 90 días después de esta última ratificación. El 5 de noviembre, el Gobierno de México y la ONU felicitaron la ratificación.
La ratificación de este acuerdo es un complemento a los principios que se promueven en la Ley General de Transparencia y Acceso a la Información Pública , pues el Acuerdo va acorde al principio 10 de la Declaración de Río. Desde el 2012 México había participado en todas las reuniones preparatorias, en las cuales acudieron autoridades de la Secretaría de Medio Ambiente (Semarnat), Secretaría de Relaciones Exteriores (SRE) y el Instituto Nacional de Acceso a la Información (INAI).
Este acuerdo constituye un resultado de una fase preparatoria de 2 años y 9 reuniones del Comité de Negociación en las que México propuso diversas ideas para su correcto desarrollo. La Senadora Beatriz Paredes Rangel garantiza que la ratificación de este acuerdo se centrará en la protección de asuntos ambientales, todo esto desde una perspectiva de respeto de Derechos Humanos debido a la peligrosidad que representa ser defensor del medio ambiente en México. Asimismo, otras autoridades han ofrecido sus opiniones en torno a lo que trae esta ratificación para México, y aseguran que esta cohesión de ratificaciones le traerá a América Latina y el Caribe el compromiso para fortalecer políticas públicas en materia ambiental y de Derechos Humanos.

### Nicaragua
El acuerdo fue firmado, al igual que todos los países que negociadores de este acuerdo, el día 27 de septiembre de 2019, por el canciller Denis Moncada. Su ratificación se efectuó el día 9 de marzo de 2020 en una ceremonia con la participación de David Nanopoulos, jefe de la sección de tratados de las Naciones Unidas, y Jaime Hermida Castillo, representante permanente de Nicaragua en las Naciones Unidas. El presidente comandante Daniel Ortega, la vicepresidenta Rosario Murillo y el gobierno nicaragüense apoyaron el acuerdo.
Algunas de las posibles razones por las que Nicaragua firmó este acuerdo ha sido por la derogación del Decreto 76-2006 y posteriormente del Decreto 20-2017 nicaragüenses, que presentaban una actualización del Sistema de Evaluación Ambiental de Permisos y Autorizaciones para el Uso Sostenible de los Recursos Naturales. Por tal motivo el Acuerdo de Escazú constituye una manera de regular el marco normativo nicaragüense para hacer un uso sostenible de los recursos naturales, y para ejercer los principios de participación y democracia ciudadana de una manera correcta a través de la Constitución de la República de Nicaragua y la Ley de Participación Ciudadana (Ley 475).

### Panamá
Panamá fue uno de los diez gobiernos de América Latina y el Caribe que impulsaron la Declaración sobre la Aplicación del Principio 10 de la Declaración de Río en 2012.
La Asamblea Legislativa de Panamá aprobó la ratificación del Acuerdo de Escazú por unanimidad. La ley n.º 125 fue publicada el 4 de febrero de 2020.

### Perú
Entre 2002 y 2014, más de 50 defensores ambientales fueron asesinados en Perú ubicando al país como el cuarto país más peligroso del mundo para un protector del medio ambiente. La mayoría de los defensores son líderes indígenas asesinados con disparos de bala que defienden su territorio frente a la tala ilegal y el narcotráfico.
La mayoría de los asesinatos quedan impunes. Fue el caso del líder asháninca Edwin Chota junto a otros miembros de su comunidad quienes en septiembre de 2014 fueron asesinados luego de años de defender su territorio frente a los traficantes de madera. Desde el 2008, Chota había denunciado a las mafias de la madera por depredación y tala ilegal de bosques en la frontera de Perú y Brasil ante el Poder Judicial y Gobierno Regional de Ucayali pero no existió intervención fiscal en la zona. En un video de 2013, cinco meses antes de ser asesinado, Chota anunció que su vida se encontraba amenazada por traficantes de madera ilegal. El caso continua sin resolver. El 2 de abril de 2019, el activista ambiental británico Paul McAuley fue asesinado e incinerado en Iquitos en la región Loreto. El caso continua irresuelto.
La República del Perú fue uno de los diez países que impulsaron la Declaración sobre la Aplicación del Principio 10 de la Declaración de Río en 2012. Asimismo, fue parte de la mesa directiva que lideró el proceso de negociación iniciado el 2014, liderada por Chile y Costa Rica, y compuesta también por las delegaciones de Argentina, México, San Vicente y las Granadinas y Trinidad y Tobago. Terminado el proceso, el 27 de septiembre de 2018 Perú fue uno de los doce países firmantes del tratado internacional durante la Asamblea General de las Naciones Unidas que se desarrolló en Nueva York.
Luego de su visita a Perú del 21 de enero al 3 de febrero de 2020, Michel Forst, relator especial de las Naciones Unidas manifestó su preocupación con relación al no reconocimiento, estigmatización y criminalización de las personas defensoras del medio ambiente:

Durante mi reunión con el sector empresarial, me sorprendió el uso de dos videos - para generalizar y presentar a las personas defensoras de los derechos humanos del medio ambiente como personas manipuladas por sus abogados y asesores, quienes fueron mostrados como delincuentes y terroristas.
Michel Forst, relator especial de las Naciones Unidas
Declaración de Fin de Misión, febrero 2020

Asimismo, Forst solicitó al presidente Martín Vizcarra a «adoptar un mecanismo multisectorial para la protección de las personas defensoras, cuya adopción está actualmente prevista en el Plan de Acción Nacional de Derechos Humanos para 2021» y que «la creciente presión sobre los recursos naturales hace que los defensores y defensoras de derechos humanos corran un gran riesgo de verse afectados por agentes no estatales, como empresas y redes delictivas». Asimismo, realizó recomendaciones al gobierno del Perú y sugerencias para las empresas privadas en el país:

Las empresas privadas deberían demostrar su compromiso con los derechos humanos y quienes los defiende adhiriéndose a los Principios Rectores sobre Empresas y Derechos Humanos de las Naciones Unidas.

También deberían garantizar consultas significativas con las comunidades afectadas por sus operaciones y establecer o reforzar los mecanismos de presentación de quejas y reclamos eficaces.

Además, las compañías privadas deberían abstenerse de estigmatizar y criminalizar a los defensores y defensoras.
Los defensores de los derechos humanos en Perú continúan en peligro, Michel Forst
3 de febrero de 2020.

Posteriormente, al 14 de septiembre de 2020, cinco defensores ambientales en Perú fueron asesinados: Arbildo Meléndez Grandes (en la región Huánuco) y Benjamín Ríos Urimishi (en la región Ucayali); en mayo fue Gonzalo Pío Flores (en la región Junín); en julio Lorenzo Wampagkit Yamil (en la región Amazonas); y en septiembre Roberto Carlos Pacheco Villanueva (en la región Madre de Dios):
| Nombre                            | Ocupación                                                         | Etnia             | Región        | Asesinato                |
| --------------------------------- | ----------------------------------------------------------------- | ----------------- | ------------- | ------------------------ |
| Arbildo Meléndez Grandes          | líder indígena                                                    | Cashibo-cacataibo | Huánuco       | 12 de abril de 2020      |
| Benjamín Ríos Urimishi            | comunero                                                          | Asháninca         | Ucayali       | 27 de abril de 2020      |
| Gonzalo Pío Flores                | líder indígena                                                    | Asháninca         | Junín         | 17 de mayo de 2020       |
| Santiago Vega Chota               | líder indígena                                                    | Cashibo-cacataibo |               | julio de 2020            |
| Lorenzo Wampagkit Yami            | guardaparque                                                      | Awajun            | Amazonas      | 29 de julio de 2020      |
| Roberto Carlos Pacheco Villanueva | concesionario de bosque e hijo del ambientalista Demetrio Pacheco | Mestizo           | Madre de Dios | 12 de septiembre de 2020 |

El 6 de junio de 2020 la Defensoría del Pueblo del Perú recomendó a la Comisión de Relaciones Exteriores del Congreso de la República aprobar el tratado de Escazú. El 26 de agosto, Francisco Távara Córdova, juez decano de la Corte Suprema de Justicia de la República y presidente de la Comisión Nacional de Gestión Ambiental del Poder Judicial anunció también que pediría al congreso la ratificación del Acuerdo. El 31 de agosto de 2020, Lies Linares, la viceministra de Gestión Ambiental del Ministerio del Ambiente (MINAM), también invitó a la Comisión a aprobar el acuerdo basándose en una decisión informada. Mediante un comunicado, el Colegio de Ingenieros del Perú se pronunció en contra de la aprobación del acuerdo, manifestando que «ocasionará graves perjuicios al desarrollo del país».
El 20 de octubre de 2020 la Comisión de Relaciones Exteriores aprobó, por 9 votos a favor y 3 en contra, el dictamen para archivar la ratificación por parte del Perú del Acuerdo de Escazú. Luego del dictamen los congresistas Alberto de Belaunde, Absalón Montoya y Guillermo Aliaga presentaron un pedido de reconsideración que fue rechazado, por 10 votos contra 3 y de forma contundente, el 23 de octubre.
La abogada Ana Leyva Valera de CooperAcción manifestó que se espera continuar el debate y lograr la aprobación con el próximo parlamento a ser elegido en las elecciones generales de Perú de 2021. La Defensoría del Pueblo, organizaciones indígenas y otros grupos relevantes rechazaron la decisión del Congreso.
Luis Hidalgo Okimura, gobernador regional de Madre de Dios expresó su rechazo ya que «el Acuerdo de Escazú resulta lesivo para la región Amazónica y el país». No solamente hace depender al país de la voluntad de cortes internacionales, sino también hace que el Perú pierda independencia en la toma de decisiones, respecto a sus territorios, en materia ambiental. Pablo de la Flor, director ejecutivo de la Sociedad Nacional de Minería, Petróleo y Energía (SNMPE), consideró innecesaria la ratificación del acuerdo «porque ya se cuenta con la figura de los defensores de los derechos humanos». El representante del sector empresarial, de la Flor, también mencionó que el acuerdo vulneraría el principio de presunción de inocencia ya que las empresas que sean acusadas de incumplir compromisos estarán obligadas a demostrar su inocencia. De la Flor añadió que se obligaría a las empresas a proporcionar información ambiental que no estaría destinada a ser pública. Francisco Tudela, excanciller y exvicepresidente durante el gobierno de Alberto Fujimori, señaló: 

El tratado no añade nada nuevo a la legislación peruana. Asimismo, la última instancia dirimente no serán las Cortes peruanas, sino la CIDDHH, lo cual vulnera la soberanía del Perú. La decisión de los conflictos jurídicos terminarán en Costa Rica. Lo que llama la atención de este tratado es que la Secretaría de este Acuerdo está instalado permanentemente en la CEPAL, organismo de la ONU. No rotarán como en otros tratados. El artículo 23 del Acuerdo no permite que el Perú o cualquier país que suscriba el mismo, presente alguna reserva respecto a los alcances del tratado. Todos los derechos que contiene esta convención ya está en nuestra Constitución, es una duplicación de la legislación peruana y de la Constitución del Perú... Se agotan instancias nacionales peruanas para poder internacionalizar los problemas. Eso es desnacionalizar los recursos del Perú
¡No al Acuerdo de Escazú!
El Montonero, 2 de julio de 2020.

Mario López Chávarri, canciller y ministro de Relaciones Exteriores, señaló el 26 de octubre que «que los objetivos del Acuerdo de Escazú no dejarán de cumplirse en el país, a pesar que la Comisión de Relaciones Exteriores del Congreso de la República archivó» el acuerdo y que este no generaba nuevas obligaciones sino más bien reforzaba los compromisos existentes.
E, junio y julio de 2022 algunos de los organismos públicos a favor de la ratificación del tratado, entre ellos el Ministerio de Relaciones Exteriores, la Defensoría del Pueblo, el Poder Judicial, el Ministerio del Ambiente, la Corte Suprema de Justicia y las Fiscalías Especializadas en Materia Ambiental (FEMA).
En agosto de 2022 el Ministro de Relaciones Exteriores Miguel Ángel Rodríguez Mackay del gobierno de Pedro Castillo se pronunció en contra de la ratificación del acuerdo, precisando que “en este momento (el Acuerdo de Escazú) se encuentra archivado y ahí debe estar porque no corresponde a los intereses del país”.

## Críticas
El acuerdo no ha estado exento de críticas, siendo ésta la razón por la que en diversos países existan sectores que se oponen a su ratificación. Algunos de los principales cuestionamientos acusan que su supuestamente ambigua redacción podría implicar la pérdida de soberanía de los Estados en favor de organismos o cortes supranacionales o el hecho de que se rompa el principio de carga de la prueba, disponiendo su inversión.

### Sobre la solución de controversias
Artículo 19.- Solución de controversias

1. Si surge una controversia entre dos o más Partes respecto de la interpretación o de la aplicación del presente Acuerdo, esas Partes se esforzarán por resolverlo por medio de la negociación o por cualquier otro medio de solución de controversias que consideren aceptable.
2. Cuando una Parte firme, ratifique, acepte o apruebe el presente Acuerdo o se adhiera a él, o en cualquier otro momento posterior, podrá indicar por escrito al Depositario, en lo que respecta a las controversias que no se hayan resuelto conforme al párrafo 1 del presente artículo, que acepta considerar obligatorio uno o los dos medios de solución siguientes en sus relaciones con cualquier Parte que acepte la misma obligación: a) el sometimiento de la controversia a la Corte Internacional de Justicia; b) el arbitraje de conformidad con los procedimientos que la Conferencia de las Partes establezca.
3. Si las Partes en la controversia han aceptado los dos medios de solución de controversias mencionados en el párrafo 2 del presente artículo, la controversia no podrá someterse más que a la Corte Internacional de Justicia, a menos que las Partes acuerden otra cosa.

Acuerdo de Escazú, artículo 19

### Sobre la inversión de la carga de la prueba
En el derecho, existe un principio según el cual la carga de la prueba pesa sobre quien afirma algo ante un tribunal. Esto quiere decir que la carga o el trabajo de probar un enunciado debe recaer en aquella persona que rompe el estado de normalidad al afirmar poseer una nueva verdad sobre un asunto determinado. En el Acuerdo de Escazú, el literal e. del artículo 8.3 contiene una disposición que abre la posibilidad de invertir este principio, en virtud de lo cual, cualquier persona o empresa que fuera acusada de causar un impacto negativo al medio ambiente tendría que probar que no ha causado tal daño, en lugar de que quienes formulen dicha acusación sean quienes deban probarla.

Artículo 8.- Acceso a la justicia en asuntos ambientales 
[...]
3. Para garantizar el derecho de acceso a la justicia en asuntos ambientales, cada Parte, considerando sus circunstancias, contará con:

[...]

e. medidas para facilitar la producción de la prueba del daño ambiental, cuando corresponda y sea aplicable, como la inversión de la carga de la prueba y la carga dinámica de la prueba;
Acuerdo de Escazú, artículo 8

No obstante, «en ninguno de los Estados que ya han ratificado el Acuerdo de Escazú, la inversión de la carga en materia ambiental ha venido a amenazar el principio de inocencia invadiendo el ámbito del derecho penal». De acuerdo al jurista Mario Peña Chacón, la carga de la prueba no ha no ha ahuyentado a nadie en particular, pese a lo argumentado por los gremios empresariales para oponerse al Acuerdo».